# Вайнберг, Зигмунд
Зигмунд Вайнберг (1868—1954) — турецкий фотограф, сценарист, режиссёр и кинооператор. Один из пионеров турецкого кинематографа.

## Биография
Биографические сведения о жизни Вайнберга до и после периода его славы как турецкого кинематографиста крайне скудны и отрывочны.
Родился он около 1868 года на территории Польши, возможно, Галиции, был поданным Румынии. Имел еврейское происхождение. В 1885 или 1889 году переехал в Стамбул, там держал магазинчик, в котором торговал товарами, использующимися при фотографировании.
С 1897 году в качестве представителя кинокомпании Pathé организовал показ кинематографических лент.